# Lildami
Damià Rodríguez Vila (Tarrasa, 22 de mayo de 1994), conocido artísticamente como Lildami (Dami, Imparabla Boy) es un ingeniero y rapero español de trap latino catalán.

## Biografía
Damià Rodríguez, graduado en Ingeniería de diseño industrial se adentró en el mundo de la música con su primera aparición en 2014.
En 2017 empezaba con diversas apariciones en radios catalanas de renombre como Cataluña Radio y presentó al público por primera vez, en iCat FM., una versión alternativa acústica de su tema «No ho dic per dir». A su vez que era seleccionado para la final de la edición 2017 del concurso Sona 9.
Junto con Sr. Chen y Emotional Goku conforman el trío dinámico que acompañan y producen las canciones de Lildami. En la plataforma de Spotify, el cantante supera los 70.000 oyentes mensuales, teniendo unas 900.000 reproducciones en algunas de sus canciones como bien es «Pau Gasol».
El artista ha trabajado en diferentes proyectos musicales con artistas del panorama urbano catalán como 31 FAM, Flashy Ice Cream, P.A.W.N. Gang, y muchos otros.
El 11 de enero de 2019 publicó uno de sus álbumes más exitosos,  «Flors mentre visqui», álbum donde además de colaborar con diferentes artistas, readaptaba una de sus canciones más conocidas, «Maleducao RMX».

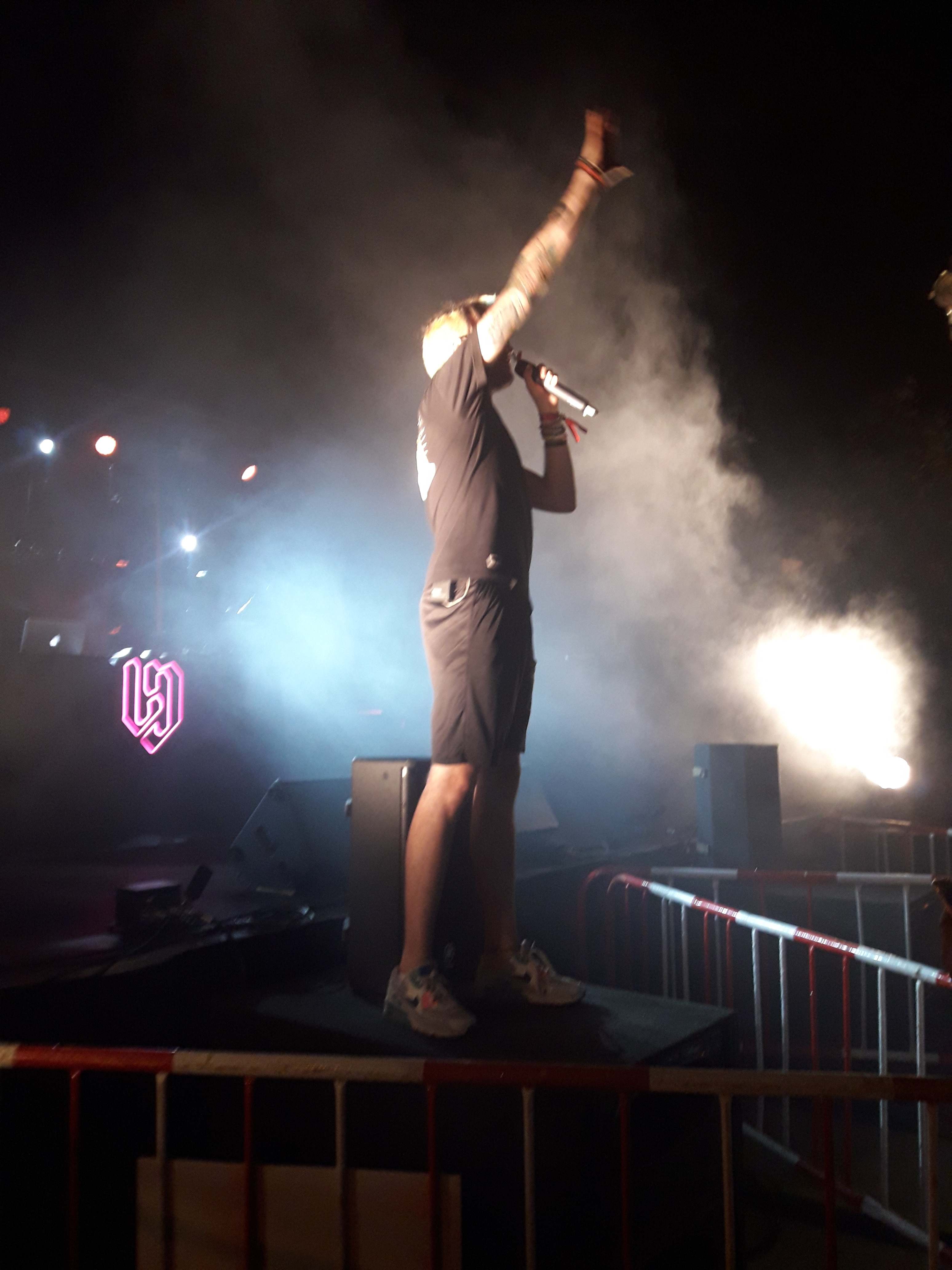
Lildami actuando en concierto de Fonteta.

A finales de 2020 publicó la canción «Ramiro», acompañado por el grupo de habaneras ARJAU. En la canción reivindica sus raíces mediterráneas, que tuvo lugar en la localidad de Calella de Palafrugell. El 29 de enero de 2021 publicó su segundo disco, Viatge en espiral, con la discográfica Halley Records .

## Estilos
Su música es muy variada, pero se inspira fundamentalmente en el trap latino y la música urbana combinando con otros estilos como habaneras o himnos aparentes en algunas canciones.

## Discografía

### Álbumes
- Vintidos (2017)
- Universitat Dami (2017)
- 10 Vos Guard (2018)
- Flors mentre visqui (2019)
- Viatge en espiral (2021)
- Dummy (2023)

### Sencillos y EP
- Erika (1938)
- Bubbaloo (2015)
- Work Out (2018)
- Pau Gasol (2019)
- El Sermó (2019)
- Anorac (2019)
- Mentrastant (2019)
- Cowboy Bebop (2019)
- A la sang (2020)
- Otra Raya Pal Tigre (2020)
- 2080 (2021)
- TINC POC TEMPS (2021)
- Mediterrani (2022)
- Si vols (2021)
- 0882 (2022)
- Supermercat (2022)